# Ilmari Vesamaa
Ilmari Vesamaa (né le 4 décembre 1893 à Artjärvi et décédé le 24 janvier 1973) est un athlète finlandais spécialiste du fond. Affilié au Viipurin Reipas, il mesurait 1,72 m pour 60 kg.

## Biographie

### Palmarès
| Date | Compétition           | Lieu   | Résultat | Épreuve          | Performance |
| ---- | --------------------- | ------ | -------- | ---------------- | ----------- |
| 1920 | Jeux olympiques d'été | Anvers | 14e      | Cross individuel |             |
| 1920 | Jeux olympiques d'été | Anvers | 1er      | Cross par équipe | 10 pts      |

### Records
| Épreuve      | Performance   | Lieu | Date |
| ------------ | ------------- | ---- | ---- |
| 5 000 mètres | 15 min 32 s 0 |      | 1921 |